# Archiconchoecissa cucullata
Archiconchoecissa cucullata är en kräftdjursart som först beskrevs av Brady 1902.  Archiconchoecissa cucullata ingår i släktet Archiconchoecissa och familjen Halocyprididae. Utöver nominatformen finns också underarten A. c. cucullata.